# 阿列克西·卡西亚诺夫
阿列克西·谢尔盖耶维奇·卡西亚诺夫（烏克蘭語：Олексій Сергійович Касьянов，1985年8月26日—），乌克兰男子田径运动员，2009年世界田径锦标赛男子十项全能铜牌得主、2012年世界室内田径锦标赛男子七项全能银牌得主、2016年世界室内田径锦标赛男子七项全能银牌得主。